# طوق (ریاضیات)

تصویری از روش حساب بصری مامیکون که نشان می‌دهد مساحت دو حلقه با طول وتر یکسان بدون توجه به شعاع داخلی و خارجی، برابر است.

طوق (به انگلیسی: Annulus)در ریاضیات، ناحیه‌ای بین دو دایره متحدالمرکز است. طوق به‌طور غیررسمی به شکل انگشتر یا یک واشر است. کلمه "annulus" از کلمه لاتین anulus یا annulus به معنای «حلقه کوچک» گرفته شده‌است.